# Hostal de la Gavina
L'Hostal de la Gavina és un hotel de luxe de cinc estrelles situat a la plaça del Roserar de S'Agaró, a la Costa Brava. No obstant això, en un principi no va ser concebut com a tal, sinó que va ser un dels primers xalets de la Urbanització de S'Agaró. Aquest edifici acollia dos habitatges encara que des de l'exterior semblava un únic xalet. Tant la residència com la urbanització van ser dissenyades per l'arquitecte Rafael Masó i Valentí i promogudes per la família Ensesa, uns empresaris gironins. Tot i que en un principi va estar pensat com xalet, ràpidament es va adaptar i convertir en hotel. Aquesta primera reforma la va realitzar el mateix Masó.
A poc a poc l'hostal va anar creixent i es va anar dotant de més estances i equipaments. En l'època de Rafael Masó va patir dues ampliacions i es van construir unes pistes de tennis obra del mateix arquitecte.

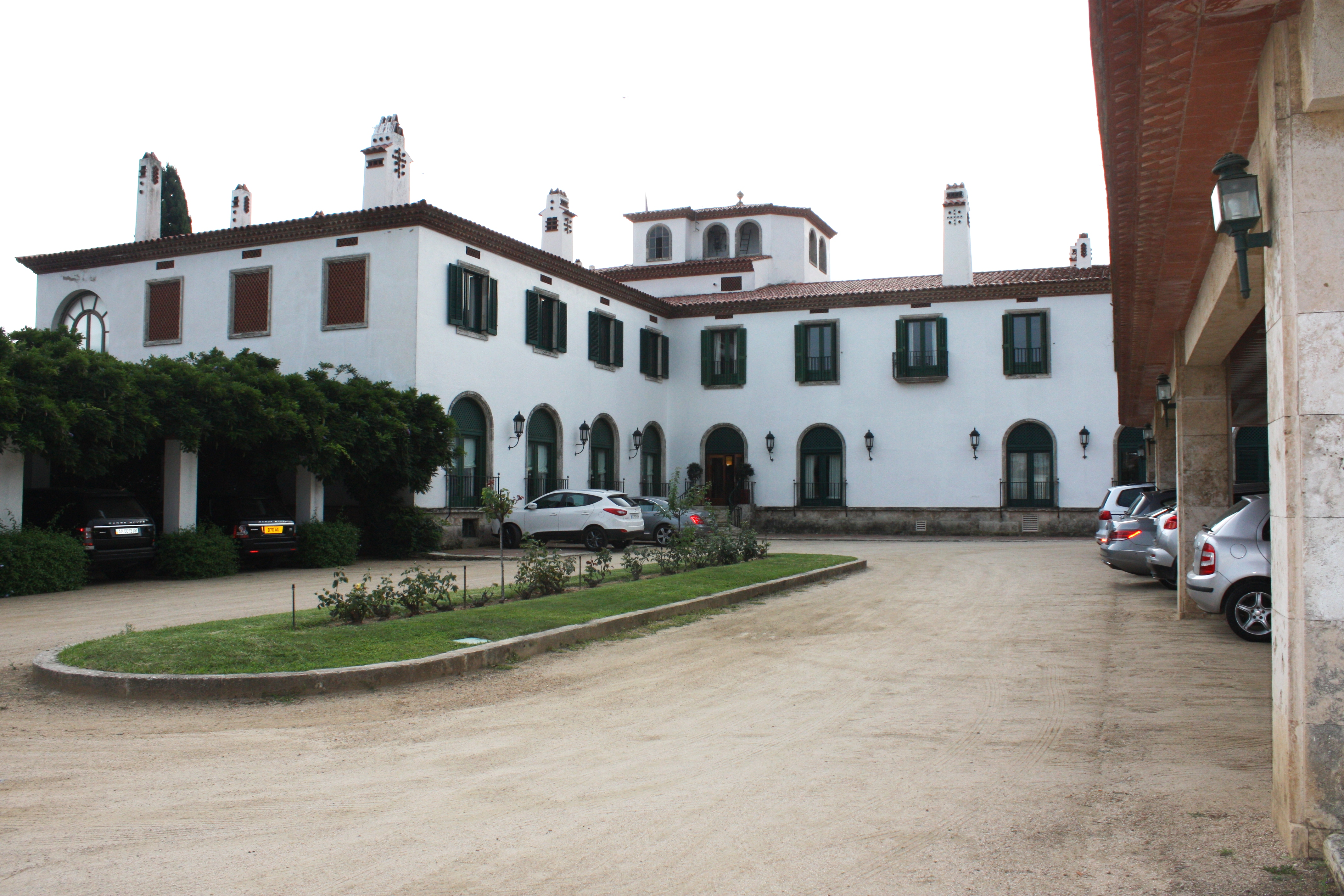
Actual Hostal de la Gavina des de la plaça del Roserar

L'edifici actual és obra de Francesc Folguera, arquitecte que va substituir al difunt Masó en la direcció de les obres de la urbanització de S'Agaró. Folguera va remodelar totalment l'hotel de manera que de la part construïda per Masó només es conserva un passadís. A més a més de les pistes que s'han conservat de l'època, altres equipaments de què disposa avui són una piscina d'aigua marina a l'aire lliure, un spa i un gimnàs.

## Història
El primitiu xalet va ser construït en algú moment entre els anys 1924 i 1929 i ocupava les parcel·les XXXV i XXXVI del projecte urbanístic de Masó. Malgrat que la bibliografia el data més tard, una fotografia publicada en L’Avi Muné demostra que l'1 d'agost de 1929 l'edifici ja estava finalitzat.
La residència formava part del primer nucli que es va edificar a la urbanització després de la Senya Blanca. Aquest nucli es correspon amb les edificacions que envoltaven la plaça del Roserar (els xalets Domus Nostrum, Badia i XXXIII) i la mateixa plaça.
Al cap de poc de ser construïts els xalets es van adaptar i es van convertir en l'Hostal de la Gavina, cosa que va suposar la primera reforma. Aquest primer hotel comptava amb onze habitacions. Poc després de la primera adaptació, l'hostal va ser ampliat en una segona reforma encara que no s'ha pogut determinar la data exacta però sí que l'hotel va estar funcionat com a tal abans de dur-se a terme aquesta ampliació. El 3 de gener de 1932 es va inaugurar l'hostal (potser aprofitant que s'havia acabat l'ampliació) amb ell ja en funcionament. I el 1933, tal com recull el diari La Costa Brava, s'estava construint el nou complex que representaria la tercera reforma.
Després de la Guerra Civil, Francesc Folguera, encarregat de les obres de S'Agaró un cop que Rafael Masó ja havia mort, va tornar a reformar l'hotel transformant-lo per complet i deixant només un passadís de l'obra de Masó. Actualment és l'edifici que es conserva.

## Descripció del primer edifici

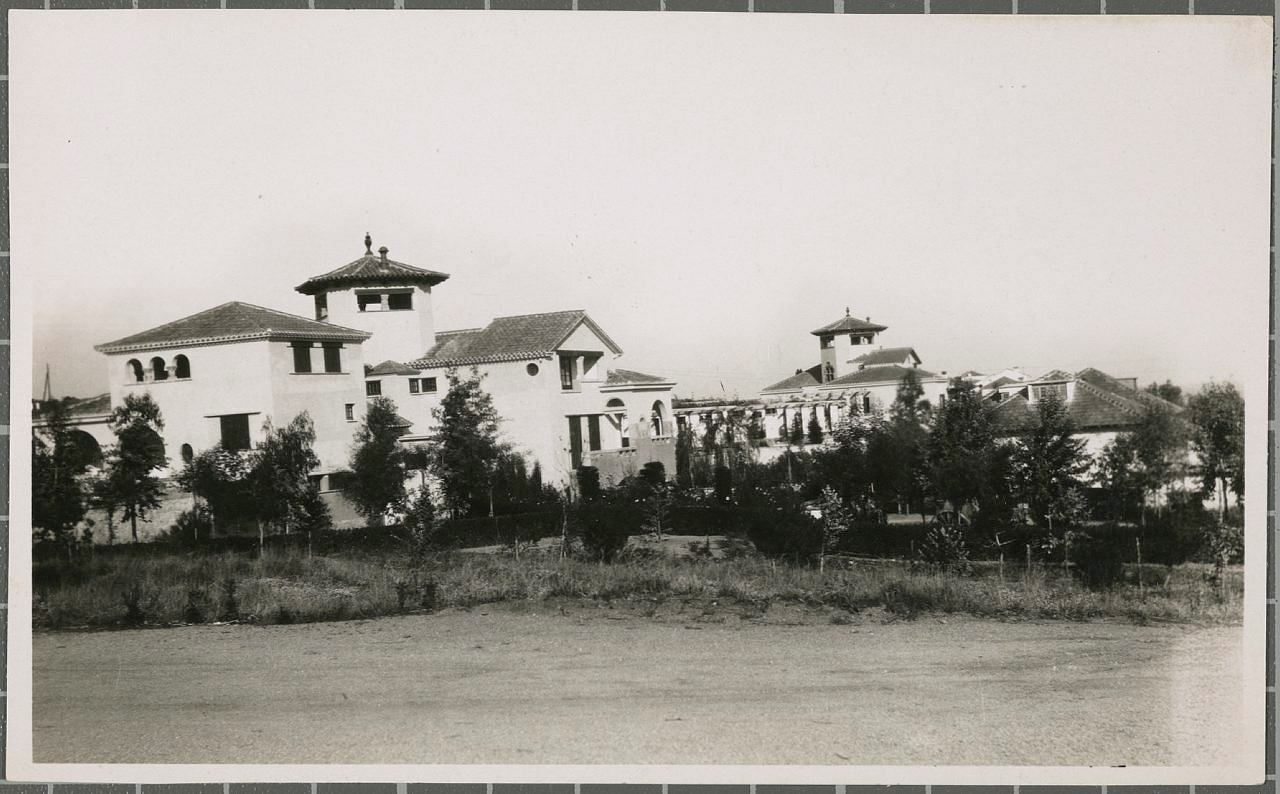
Primitiu xalet abans de ser transformat a l'Hostal de la Gavina. Font: Centre de Recerca i Difusió de la Imatge (CRDI)

Els dos primitius habitatges en l'exterior formaven un únic xalet. Dins del solar, la façana principal limitava amb la plaça Roserar essent així un dels edificis que emmarcaven l'àgora. La resta del solar estava dedicat a jardins.
El xalet inicial era molt semblant al que es troba a l'altra banda de la plaça coneguda com la Domus Nostrum, xalet Niubó, o xalets Anna Ensesa i Albert Sibils. Com ell, l'antiga Gavina es distribuïa a patir d'una torre mirador situada al centre, a la qual s'adossaven a banda i banda dos cossos quadrangulars de menor alçada de tal manera que tant la façana de la plaça com la dels jardins formaven un angle recte (forma de “L”) on el vèrtex era el mirador. Cadascun dels cossos pertanyia a un dels habitatges.
La part del xalet que donava a la plaça del Roserar era quasi simètrica i la torre mirador marcava l'eix de simetria. Aquesta simetria juntament amb la de la Domus Nostrum són una excepció dins de les edificacions realitzades per Rafael Masó a S'Agaró. La torre mirador era de planta octogonal i en la part superior s'obrien en tots els fronts finestres rectangulars dividides per columnes botxes molt típiques de Masó. La coberta era a vuit aigües, formava un ràfec volat subjecte per permòdols de fusta i rematava amb un gerro semblant als que hi havia en altres xalets de la urbanització (Domus Nostrum, Roquet). En la part inferior, a banda i banda de la torre hi havia les dues portes d'entrada a cada un dels habitatges; cadascuna estava en un dels cossos quadrangulars adossats al mirador. Al mig de la torre hi havia una finestra amb marc de pedra i d'arc conopial que molt probablement provenia d'una masia antiga. L'aprofitament d'elements de cases pairals va ser un dels trets comuns de Rafael Masó en els edificis de la urbanització de S'Agaró. Adossades als dos cossos quadrangulars, hi havia sengles pèrgoles. Estaven situades al final de l'angle recte que formava la façana de manera que prolongaven la visual d'aquesta, i a més, formaven part de les pèrgoles que envoltaven l'àgora, és a dir, visualment donaven la sensació de formar part del tancament de la plaça (de l'espai públic) quan realment pertanyien a l'àrea privada del xalet cosa que també passava amb les pèrgoles de la Domus Nostrum. L'entramat de bigues de formigó estava recolzat en suports de secció quadrada que al seu torn estaven recolzats en el mur que delimitava la parcel·la del xalet. Quan l'edifici va passar a ser un hostal, les pèrgoles es van cobrir de palla perquè l'espai es pogués aprofitar com terrassa.
La part posterior de les residències, la que donava als jardins, recuperava el joc de volums entrants i sortints característic dels xalets de la urbanització. Des d'aquesta banda es podia apreciar els dos cossos que acollien el gruix de cadascun dels habitatges que formaven el xalet encara que també i hi havia d'altres més petits adossats que acollien escales que baixaven al jardí, galeries, porxos, passadissos volats, pèrgoles, etc. Un d'aquests cossos era el porxo d'una de les dues entrades de l'habitatge de la dreta (si es mira des de la plaça del Roserar). El porxo es trobava en la cantonada nord-est i s'obria mitjançant arcs de mig punt. Quan el xalet es va transformar en hotel, els vans del porxo es van envidrar per convertir-lo en una terrasseta.
Ambdues cases tenien tres plantes: soterrani, planta baixa i primera planta (més el mirador) encara que a causa del desnivell del terreny, la part de l'edifici de la plaça només en tenia dues i la part que donava als jardins, tres. En els dos habitatges les estances s'organitzaven a partir de passadissos centrals o laterals. Es té notícia que en la primera casa a la planta baixa hi havia la cuina, el menjador, dos dormitoris, una galeria i unes escales que baixaven fins als jardins i altres dependències de les quals es desconeix la funció. Al soterrani hi havia quatre dormitoris més i un bany. En la segona casa, a la planta baixa també es trobaven la cuina i el menjador i a més a més, un bany i quatre habitacions. A la planta principal hi havia dos dormitoris més i un bany. El soterrani estava ocupat pel garatge, el safareig i un altre espai del qual no s'ha pogut determinar l'ús.
Pel que fa a les cobertes, a més de la ja comentada de la torre mirador, de la resta no s'ha pogut determinar com eren però el més probable, com passava en altres de les edificacions de S'Agaró, és que s'adaptessin a la fisonomia de l'edifici.
En referència a les obertures, la majoria eren allindanades o d'arc de mig punt encara que en aquest xalet, com també en la Domus, els vans ovalats i circulars es repetien amb més assiduïtat que en altres de les cases de la urbanització.
Amb relació a l'aspecte exterior i a la decoració, aquest edifici com tots els altres de la urbanització tenia els murs blancs i un sòcol de pedra que recorria la part inferior però a més, de la mateixa manera que la Domus Nostrum, presentava un esgrafiat en la façana de la plaça del Roserar. Aquest dibuixava cassetons en tons ocres que contrastaven amb el blanc de la resta de la paret. Cadascun dels cassetons acollia un rombe i estaven ordenats com els carreus típics dels palaus florentins del Renaixement. Aquest xalet, juntament amb la Domus, eren els únics que presentaven aquest tipus d'esgrafiat la qual cosa els dotava d'originalitat en comparació a la resta d'edificis de la urbanització. A més a més, la seva distribució ajudava a accentuar la simetria de la façana.

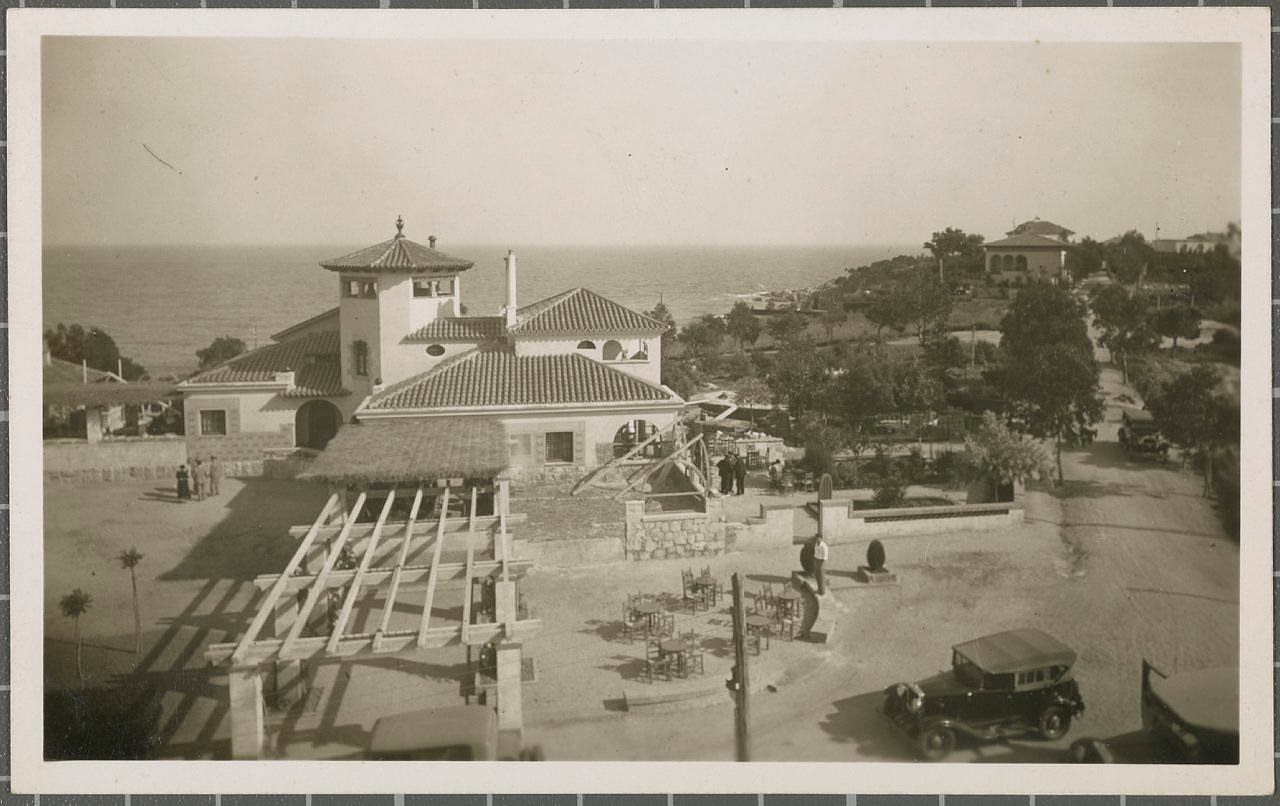
Obres de la segona reforma (primera ampliació) de l'Hostal de la Gavina. Font: Centre de Recerca i Difusió de la Imatge (CRDI)

Altres elements d'ornamentació van ser les columnes botxes utilitzades en diferents parts de l'edifici; els balustres d'algunes de les galeries amb forma de cub de pedra i tallats amb figures geomètriques; les voltes d'arcs en obra vista; els cassetons de pedra que decoraven alguns dels suports dels arcs, sobretot els de galeries i porxos; les boles que remataven algunes de les parts altes de les façanes; la ceràmica que emmarcava algunes de les portes; els travessers de fusta utilitzats a manera de llindes, i les línies d'imposta i motllures que recorrien alguns dels arcs i vans del xalet.
Els jardins seguien les característiques bàsiques dels jardins de S'Agaró, és a dir, eren jardins on la vegetació s'organitzava creant dibuixos geomètrics i simètrics entre els quals es disposaven passeigs, escales i bancs.
La tanca de la parcel·la estava formada per una tàpia blanca d'alçada mitjana que rematava amb frisos d'obra vista que imitaven les escates d'un peix. La porta per a vianants era de fusta, rematava en un arc de mig punt i estava formada per una combinació de diferents tipus de llistons (fins i gruixuts; rectes i en zig-zag). Masó va utilitzar aquesta porta en altres xalets de la urbanització (Cruz i Roquet). De la porta per vehicles s'ha conservat un disseny que repeteix el mateix tipus de llistons encara que no s'ha pogut comprovar si es va arribar a materialitzar.

## Les reformes
En la primera reforma els dos habitatges es van unir perdent així la seva divisió interna. Es va modificar la distribució interior. Es va dotar d'onze habitacions pels hostes i almenys una cuina i un menjador. També es va tancar amb vidres el porxo del xalet de la dreta per formar una terrasseta.

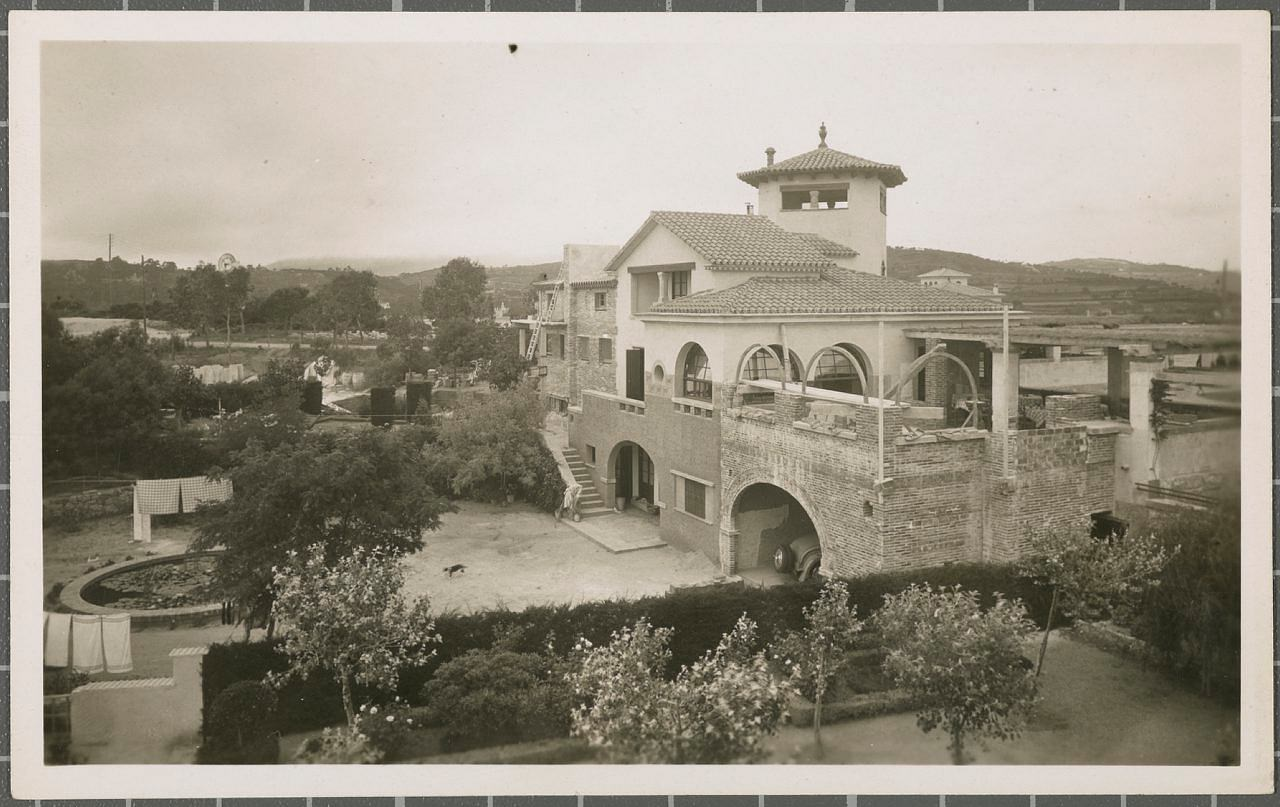
Obres de la tercera reforma (segona ampliació) a l'Hostal de la Gavina. Font: Centre de Recerca i Difusió de la Imatge (CRDI)

En la segona reforma es van construir dos nous cossos que es van adossar al nucli que ja existia. Un d'ells es va edificar darrere de la pèrgola de la part dreta. Es tractava d'un saló menjador de planta rectangular i d'un únic pis. En l'exterior, la façana posterior va continuar repetint el mateix esquema de la façana existent, és a dir, els arcs de mig punt del porxo d'entrada que havia estat envidrat. I en l'interior es van enderrocar els murs de la pèrgola per tal d'aprofitar l'espai i així comptar amb una superfície més àmplia pel menjador; d'aquesta manera part de la sala va quedar coberta amb la pèrgola i l'altra per un sostre a tres aigües que en l'interior se sostenia per bigues de fusta decorades amb escuts amb la senyera. L'altre cos que es va construir es va adossar a la part del porxo citat anteriorment, que coincidia amb l'entrada a l'habitatge. D’aquesta manera es va avançar l'entrada que passava a estar en un habitacle sobresortint de planta quadrada cobert amb un sostre de tres vessants. El portal era un arc de mig punt adovellat i la clau es va decorar amb un escut, segurament aprofitat d'algun mas com era habitual en els edificis de Rafael Masó a S'Agaró. La porta era de fusta amb claus. Tot plegat donava a l'entrada un aspecte medieval.
Més tard, l'edifici va tornar a ser ampliat. Aquesta seria la tercera reforma. L'ampliació, com l'anterior, es va fer a còpia d'afegir nous cossos a l'edifici existent. Un dels nous cossos es va edificar darrere de la pèrgola del xalet de l'esquerra, de la mateixa manera que s'havia fet en la part dreta. Es va tractar d'un saló menjador molt semblant tant en l'exterior com en l'interior al comentat al paràgraf anterior. Un altre dels cossos es va aixecar en l'espai que quedava entre els dos habitatges en la part posterior, la part orientada als jardins. La resta de la reforma va consistir en la construcció d'un gran complex que es va adossar a la part oest de la casa de la dreta.
El complex estava basat en cossos quadrangulars que acollien noves estances com un pati o les cotxeres. La majoria de les façanes dels nous cossos es van articular a partir de galeries de vans d'arc de mig punt, encara que també hi havia altre tipus d'obertures com finestres quadrangulars o balcons en angle (molt característics de Rafael Masó en la urbanització; es poden observar també als xalets de Santiago Masó, Puiggròs o Gorina). Les cobertes es van adaptar a la fisonomia dels cossos dels quals depenia el nombre d'aigües. En la confluència de dos dels nous blocs es va construir una torre d'aspecte similar a la que ja existia, també amb un mirador en la part superior. En l'espai central de la part davantera (als peus de la nova torre) es va col·locar un frontó mixtilini que recordava al barroc; servia per emfatitzar una de les noves entrades.
Un dels cossos més significatius d'aquesta nova reforma va ser el pati de festes. A l'exterior presentava una filera de finestres envidrades de mig punt que recorria totes les cares. En l'interior es jugava amb arcs de diferents mides i formes, des d'arcs que ocupaven gairebé tota la paret fins a altres més petits, arcs de mig punt, carpanells o peraltats. A aquests s'ha d'afegir els ràfecs de teules que sobresortien dels murs i els entramats de fusta que també sobresortien de les parets. El pati de color blanc, en el seu interior recordava una hisenda mexicana, aspecte que es veia remarcat amb els cactus que el decoraven. Cadascuna de les ales del pati es cobria amb una teulada d'un vessant.
En aquesta reforma també es van modificar els jardins que van passar a tenir un disseny radial, així d'una estrella central que acollia un pou partien radialment els diferents passeigs.

## Interiors
S'han conservat algunes fotografies de l'època on es poden apreciar part dels interiors de l'hostal. La majoria d'aquestes imatges pertanyen al nucli central format pels primitius xalets.
En elles es pot veure com en la major part de les habitacions la ceràmica tenia un gran protagonisme. En primer lloc recobria tot el terra encara que utilitzant diferents motius. Les rajoles hidràuliques repetien figures geomètriques, sobretot basades en rombes, línies diagonals i línies en zig-zags i en triangles que en molts dels casos s'agrupaven formant sanefes. La ceràmica també estava present a les parets, enrajolades fins a la meitat. Aquí també es repetien figures geomètriques de diferent dibuix que en algunes ocasions eren tan petites que la repetició resultava recarregada. I en tercer lloc, les contrapetges també estaven cobertes de rajoles en aquesta ocasió amb la tradicional ceràmica verda i groga i gairebé sempre formant triangles com a motiu decoratiu.
Una altra de les zones aprofitades per Rafael Masó per posar-hi decoració van ser l'intradós dels arcs de mig punt que separaven algunes de les estances. Es tractava de sanefes amb figures geomètriques emmarcades en quadrats i rectangles que entroncaven amb l'estètica Art-déco. Alguns d'aquests arcs es recolzaven en les famoses columnes botxes tan utilitzades per l'arquitecte Masó que no deixaven de dinamitzar l'espai.
Les bigues del sostre que recorrien les diferents dependències també van ser aprofitades per col·locar ornamentació, aquest cop basada en el rombe.
Respecte als mobles que es poden veure en les fotografies no s'ha pogut determinar si eren obra de Rafael Masó a excepció de les baranes d'un parell d'escales. Una d'elles es basa en balustres tornejats, i en l'altra s'alternava aquest tipus de balustres amb llistons més amples foradats. L'ús de tornejats com a decoració del mobiliari era característic en l'obra de Rafael Masó.
Un altre dels elements que s'ha pogut constatar que és obra de Masó és una de les xemeneies que apareixen en les fotografies. Era de gran bellesa i originalitat. El forat del foc s'obria a través d'un arc escarser que rematava amb un escut, tot en pedra, mentre que la resta del frontal de la xemeneia es cobria per complet de ceràmica en la qual es repetien motius geomètrics creats a partir de l'encreuament de ratlles bicolors recarregant l'espai amb un horror vacui. Aquesta decoració també enllaçava amb el gust Art déco. En la part superior una biga de fusta tallada feia de cornisa i lleixa.
En general, tot i tenir poques dades, es pot dir que els interiors de l'hotel tenien un aspecte pairal, és a dir, fins a cert punt recordaven als interiors de les masies típiques catalanes. No només per la ceràmica anteriorment citada i pels mobles, sinó també per les cortines i per les tapisseries. Això no deixava de contrastar fins a cert punt a l'ornamentació d'estil Art déco comentada anteriorment.

## Les pistes de tennis
Les pistes de tennis van ser inaugurades en la primera quinzena del 1932 amb la celebració del primer torneig internacional de tennis a S'Agaró tal com informa el diari de La Costa Brava.

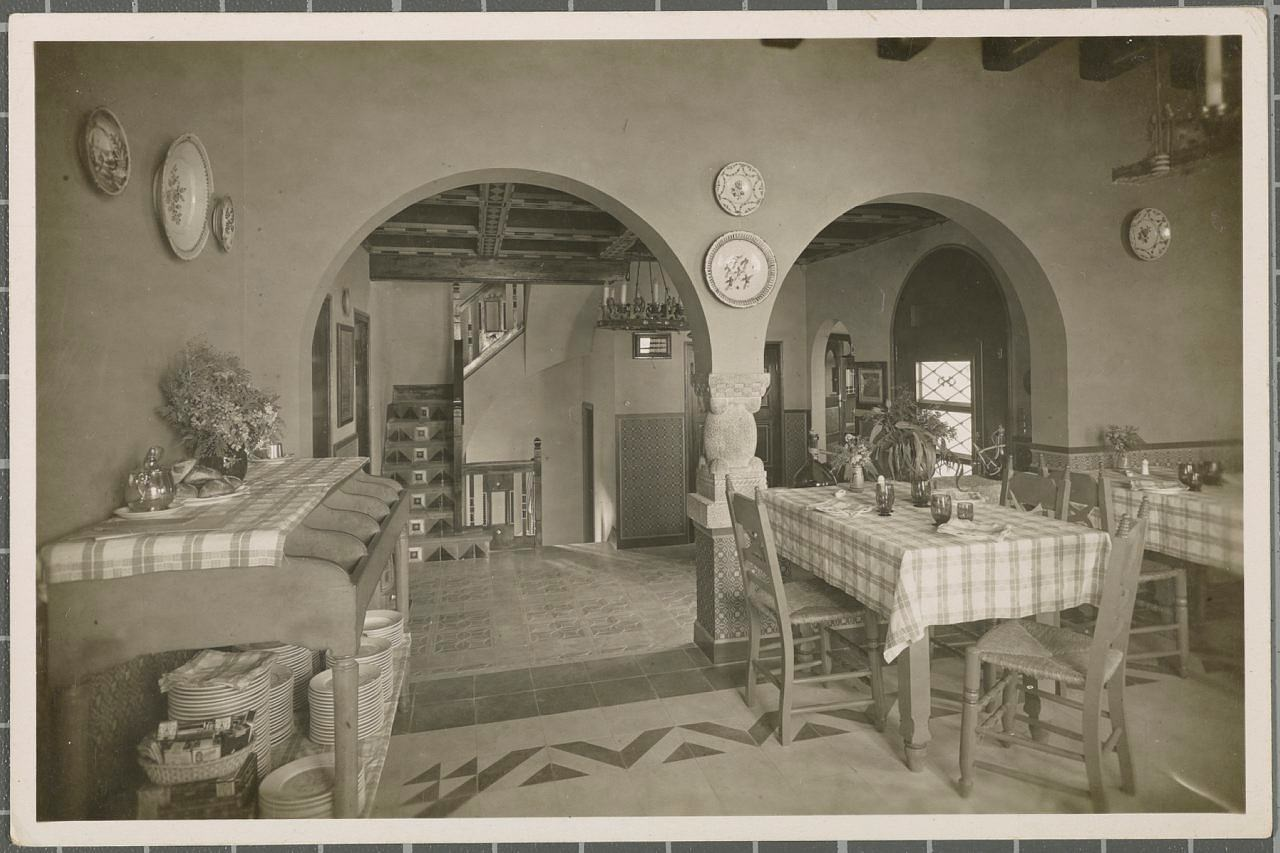
Altre dels menjadors de l'Hostal de la Gavina. Font: Centre de Recerca i Difusió de la Imatge (CRDI)

Es tractava d'un establiment descobert i amb dues pistes de tennis de terra batuda. Estava situat darrere de la plaça del Roserar i va ocupar un espai que en un principi havia estat pensat per construir-hi xalets. Uns xalets que amb les seves pèrgoles servirien de tancament de la plaça tal com passava amb el mateix Hostal de la Gavina i la Domus Nostrum. Tot i canviar el pla original, Rafael Masó va a mantenir la idea de les pèrgoles i com ja va fer amb els xalets anteriorment citats, l'arquitecte va jugar amb el límit entre el públic i el privat i entre unes edificacions i altres, així les pèrgoles de les pistes eren al seu torn pèrgoles de la plaça.
La construcció d'unes pistes de tennis en comptes de noves residències, probablement va ser pel gran auge que estava tenint el tennis com esport entre les classes acomodades i és molt possible que per aquesta raó Masó i els Ensesa decidissin incloure les pistes fent més atractius l'Hostal i la urbanització.
Els camps de joc estaven disposats de manera paral·lela i estaven separats per un ampli passadís central. Als laterals de cada camp es trobaven les grades per als espectadors. L'entrada, precedida d'unes escales que salvaven la diferència d'alçada del terreny, estava situada a l'avinguda de la Conca, a la plaça del Roserar. Les escales comunicaven directament amb el passadís central. A banda i banda d'aquestes escalinates i delimitant les pistes, hi havia les dues pèrgoles que unides a les dels xalets Gorina i Comadira acabaven de tancar la plaça.
De color blanc i amb un sòcol de pedra grisa, les pèrgoles mantenien l'estètica de totes les edificacions de la urbanització; i a més, també seguien el model de la resta de les pèrgoles de l'àgora. Per davant d'aquestes, a banda i banda de les escales d'entrada i ocupant tot el frontal, existien dues grans jardineres amb vegetació i amb els murs que les formaven decorats amb grans gerros de terrissa. Sobre aquestes jardineres, als flancs de les escales hi havia una estructura esglaonada recoberta de ceràmica vidriada verda que ajudava a emfatitzar l'accés. A més a més de les jardineres, les pistes estaven envoltades de zones verdes, fet que enllaça amb la idea de ciutat jardí de la urbanització.
Actualment, darrere de la pista de la dreta (si es mira des de l'entrada) existeix un petit edifici rectangular que acull els vestidors, no obstant això, no se sap si formava part del projecte de Rafael Masó o va ser un afegit posterior. A part d'això, la resta de les pistes s'han conservat gairebé sense modificacions.

## La singularitat de l'Hostal de la Gavina
Tal com es podia apreciar en els plànols i esbossos les cantonades de la plaça del Roserar on se situa l'hostal estaven concebudes d'igual manera, per aquesta raó els xalets primitius i els que formaven la Domus Nostrum (xalet a l'altre costat de la plaça) eren tan semblants, sobretot les façanes que estaven orientades a l'àgora. Tots dos trencaven amb l'estil S'Agaró a causa dels esgrafiats i els colors d'aquests; al marcat eix de simetria de les façanes de la plaça i a la diferència estilística que existia entre la part davantera i la posterior. En la part de la plaça els xalets semblaven més d'acord al corrent italianitzant i renaixentista que es donava dins del Noucentisme mentre que la part dels jardins, les cases al·ludien al corrent populista i pairalista que va envair les últimes etapes del mateix moviment. Tot plegat fa aquests edificis únics dins de la urbanització de S'Agaró, ja que la resta entronquen més amb el corrent pairal, i no presentaven esgrafiats i la simetria en les façanes era inexistent.
Quan es va ampliar el conjunt convertint la Gavina en un gran hotel, la simetria es va mantenir també en algunes de les façanes dels nous cossos.
Per acabar, cal destacar l'aspecte de l'hostal, concebut per oferir els servies d'un hotel de luxe, no obstant això, s'escapava estilísticament dels hotels que per aquell temps s'associaven a l'alt standing, no s'ha d'oblidar que uns anys abans s'havien inaugurat els Ritz de Madrid i Barcelona. Rafael Masó a l'Hostal de la Gavina va optar per fer de l'hotel una caseta acollidora. Un hotel a manera d'una casa rural catalana, sobretot pel que fa als interiors, però que no obstant això era capaç d'oferir l'últim en confort, higiene i luxe.
Des dels seus inicis L'Hostal de la Gavina va esdevenir punt de trobada de l'alta burgesia, en un principi només catalana però aviat va assolir fama internacional. Allà es van donar cita grans personalitats tant intel·lectuals, com polítics o fins i tot celebritats de Hollywood com Elizabeth Taylor, Ava Gadner, Sean Connery o Robert de Niro.